# Elisabeth Ackermann (Politikerin)
Elisabeth Ackermann (* 18. Juni 1963 in Therwil) ist eine Schweizer Politikerin (Grüne). Sie wurde im Herbst 2016 in die Regierung des Kantons Basel-Stadt und zur Regierungspräsidentin gewählt. Dieses Amt übte sie bis 2020 aus.

## Leben und Wirken
Elisabeth Ackermann ist in Therwil aufgewachsen. Nach der Matura studierte sie ein Semester Wirtschaft, bevor sie sich an der Musikhochschule Basel zur Gitarrenlehrerin ausbilden liess. Ab 1997 bis zur Wahl in die Basler Regierung unterrichtete sie am Gymnasium Liestal.
Politisch engagierte sie sich bereits als 13-Jährige in der Anti-Atomkraft-Bewegung. Mitte zwanzig gehörte sie dann zu den Gründungsmitgliedern der GAP (Grüne Alternative Partei), die sich später mit anderen Gruppierungen zur Grünen Partei Basel-Stadt zusammenschloss. Sie vertrat die Grünen über zehn Jahre in der Inspektion der Kleinklassen und danach im Schulrat des Gymnasiums am Münsterplatz. 
2006 wurde sie in den Grossen Rat Basel-Stadt gewählt und betätigte sich dort schwerpunktmässig mit wirtschafts- und finanzpolitischen Themen. Sie war bis 2012 Mitglied der Wirtschafts- und Abgabekommission, ab 2012 in der Finanzkommission. In beiden Kommissionen wurde sie zur Vizepräsidentin gewählt. Von 2009 bis 2011 war sie Fraktionspräsidentin des Grünen Bündnisses, seit 2012 Co-Präsidentin der Grünen Partei Basel-Stadt. 2013 wurde sie Mitglied des Büros des Grossen Rates, 2014 Statthalterin (designierte Präsidentin) und im Amtsjahr 2015 Präsidentin des Grossen Rats. 
Nach der Rücktrittsankündigung von Guy Morin, dem ersten grünen Regierungsmitglied von Basel-Stadt, wurde Elisabeth Ackermann im März 2016 von ihrer Partei als Kandidatin für dieses Amt nominiert. Am 23. Oktober 2016 wurde sie bereits im ersten Wahlgang in die Regierung gewählt. Bei der gleichzeitig stattfindenden Wahl ins Regierungspräsidium erzielte sie am meisten Stimmen.
Bei der Gesamterneuerung der Regierung erzielte sie 2020 im ersten Wahlgang ein schlechtes Ergebnis, sie landete auf dem neunten Platz. Darauf verzichtete sie auf eine weitere Kandidatur.
Elisabeth Ackermann ist verheiratet und Mutter von zwei erwachsenen Kindern.